# Pietro Arcari
Pietro Sante Arcari (* 2. Dezember 1909 in Casalpusterlengo, Provinz Lodi; † 8. Februar 1988 in Cremona) war ein italienischer Fußballspieler.
Seine Brüder Angelo und Bruno waren ebenfalls Fußballer, deshalb taucht Pietro Arcari in vielen Statistiken auch als Arcari III auf.

## Karriere
Arcari spielte als Stürmer und war in der ersten Hälfte der 1930er Jahre ein wichtiger Spieler in der Mannschaft der AC Mailand, für die er regelmäßig eine zweistellige Trefferausbeute in der Serie A zustande brachte. 1936 wechselte er zum Ligakonkurrenten CFC Genua, mit dem er 1936/37 die Coppa Italia gewann und für die er bis 1939 auflief. Nach drei Spielzeiten bei der US Cremonese in der Serie C beendete Pietro Arcari seine aktive Karriere nach der Saison 1942/43, die er bei der SSC Neapel in der Serie B verbracht hatte. Insgesamt bestritt er 255 Serie-A-Partien und erzielte dabei 79 Treffer.
Im Jahr 1934 wurde Pietro Arcari von Trainer Vittorio Pozzo insgesamt sechsmal in den Kader der italienischen Nationalmannschaft berufen und zählte auch zum italienischen Aufgebot für die Weltmeisterschaft 1934 im eigenen Land. Obwohl er nie bei einem Länderspiel zum Einsatz kam, wurde er so mit der Squadra Azzurra Weltmeister.

## Erfolge
- Weltmeister: 1934
- Coppa Italia: 1936/37